# Athemistus pubescens
Athemistus pubescens là một loài bọ cánh cứng trong họ Cerambycidae.